# Balázs Oszkár
Balázs Oszkár (Budapest, 1936. augusztus 31. – Budapest, 2018. augusztus 16.) zenepedagógus, zeneszerző, hangszerkészítő.

## Élete
1956 és 1959 között a Bartók Béla Zeneművészeti Szakközépiskolában folytatott zenei tanulmányokat. 1956 és 1969 között a Belügyminisztérium Szimfonikus Zenekarának a tagja volt. 1969-től Soroksáron, 1975-től Óbudán dolgozott zenetanárként az Állami Zeneiskolában. Ütőhangszerre és kamarazenére oktatta a gyerekeket. A Budapesti Ütőegyüttes alapítója és művészeti vezetője volt.
1989-ben Igric Sándorral létrehozta a XiloTon ütőhangszergyártó céget, ahol hazai alapanyagból állítanak elő ütőhangszereket. Tanítványa volt többek között Héja Domonkos, Bojtos Károly, Rácz Zoltán és Dorozsmai Péter.

## Fontosabb művei
- Eight trios
- Három burleszk
- Integratio Paragone

## Díjai, elismerései
- Óbuda Kultúrájáért díj (2016)
- A Magyar Érdemrend lovagkeresztje (2017)